# Henri-Albert Niessel
Henri-Albert Niessel, francoski general, * 1866, † 1955.